# Hans Litterscheid
Hans Litterscheid (né le 24 décembre 1921 à Richrath et mort le 3 janvier 2014 à Langenfeld) est un homme politique allemand et membre du Landtag de Rhénanie-du-Nord-Westphalie (CDU).

## Biographie
Après l'école, il termine un apprentissage commercial. Il est correspondant commercial jusqu'en 1944. Après le service militaire et l'emprisonnement, Litterscheid est commis administratif de 1946 à 1948, puis commis de commerce, plus récemment en tant que signataire autorisé.
Il devient membre de la CDU en 1946. Il est actif dans de nombreux organes du parti.

## Parlementaire
Du 28 mai 1975 au 28 mai 1980 et du 30 mai 1985 au 30 mai 1990 Litterscheid est membre du Landtag de Rhénanie-du-Nord-Westphalie. Il est élu directement à la 8e législature dans la 51e circonscription Rhin-Wupper I et à la 10e législature via la liste d'État de son parti.
Il est membre du conseil de l'arrondissement de Rhin-Wupper de 1952 à 1956. Il est membre du conseil municipal de Langenfeld de 1956 à 1989 et maire de 1961 à 1989.

## Autres
Litterscheid est officier de l'ordre du Mérite de la République fédérale d'Allemagne et citoyen d'honneur de Langenfeld.
Litterscheid est tombé à la mi-décembre 2013, nécessitant un traitement hospitalier à l'hôpital Saint-Martin de Langenfeld. Il y est mort le 3 janvier 2014.